# Cantonul La Ciotat
Cantonul La Ciotat este un canton din arondismentul Marseille, departamentul Bouches-du-Rhône, regiunea Provence-Alpes-Côte d'Azur, Franța.

## Comune
- Ceyreste
- La Ciotat (reședință)